# 米克·克勒格爾
米克·克勒格爾（英語：Mieke Kröger，1993年7月18日—），德國單車運動員，她代表德國隊參加了日本舉行的2020年夏季奧林匹克運動會，並且在女子團體追逐賽上獲得金牌。